# Сципионе Пьяттоли
Сципионе Пьяттоли (итальянское произношение: [ʃiˈpjoːne ˈpjattoli]; 10 ноября 1749 — 12 апреля 1809) — итальянский католический священник, пиарист, педагог, писатель и политический деятель, крупный деятель эпохи Просвещения в Речи Посполитой. Проработав десять лет профессором Университета Модены в Италии, он эмигрировал в Речь Посполитую, где был при дворах магнатских семей Потоцких, Любомирских и Чарторыйских. Он был членом двора герцогини Доротеи фон Медем в Курляндии и короля Станислава Августа Понятовского.
Пьятолли был политически активен в Варшаве во время и после Четырехлетнего сейма (1788-92). Он служил посредником между реформистской Патриотической партией и королем, а также был его помощником (1789-93). Его лучше всего помнят за участие в разработке конституции от 3 мая 1791 года, что стало важной вехой в истории польского политического законодательства. Он был организатором восстания Костюшко 1794 года против российского влияния, которое было последней вооруженной борьбой под знаменами Речи Посполитой. После Третьего раздела Речи Посполитой (1795 г.) Пьятолли был интернирован австрийцами на несколько лет вместе с другим польским активистом конституционного движения Гуго Коллонтаем. Освобожденный в 1800 году, он несколько лет работал с польским и русским государственным деятелем князем Адамом Ежи Чарторыйским на службе России, прежде чем удалиться в Курляндию.

## Ранняя жизнь
Сципионе Пьятолли родился во Флоренции 10 ноября 1749 года в семье художников (отец Гаэтано Пьятолли; мать Анна Бакерини Пьятолли; брат Джузеппе Пьяттоли).
В 1763 году он присоединился к ордену пиаристов, взяв имя Урбан. Некоторые историки задаются вопросом, принимал ли он когда-либо священный сан; в любом случае он был известен довольно светским образом жизни. Он преподавал риторику в школах пиаристов в Массе и Корреджо и получил докторскую степень во Флорентийском университете. С 1772 по 1782 год он был профессором Университета Модены, преподавал историю религии и греческий язык. Вскоре он стал заниматься политической деятельностью, а в 1774 году опубликовал (анонимно) брошюру «Saggio intorno al luogo del seppellire», посвящённой вопросам гигиены и захоронений возле церквей. Также в 1774 году он получил разрешение покинуть пиаристов и возобновил использование имени Сципионе. Однако он сохранял и использовал титул «священник» (l’abbé) большую часть своей жизни. На рубеже десятилетий Пьятолли состоял в проигрывавшей в политике Модены фракции, и решил переехать, отказавшись от своей профессуры в 1782 году.
В том же году Пьяттоли прибыл в Речь Посполитую в качестве наставника сыновей члена магнатской семьи Потоцких Петра. В отчете современника было сказано, что все его материальное богатство в то время состояло из «значительной библиотеки». Пьяттоли закончил свою службу в семье Потоцких около 1784 года из-за личных разногласий с Пелагеей Потоцкой и Марией Радзивилл. Тем временем он стал ассоциироваться с семьей Любомирских, в частности с Изабеллой, и через них он подружился со Станиславом Косткой Потоцким и Гжегожем Пирамовичем. Через последних двоих он стал членом Общества элементарных книг в 1784 году, где ему поручили написать учебник по истории науки. Примерно в то же время он также принимал активное участие в работе масонского общества в Варшаве.
Пьятолли путешествовал по Европе в свите семьи Любомирских, включая Изабелу, и в качестве наставника молодого Генрика Любомирского. За это время он установил обширные контакты при различных европейских дворах в Курляндии, Австрии (Вена), Италии (Турин) и Франции (Париж). Во время своего трёхлетнего пребывания в парижской резиденции Любомирских он был в контакте со многими важными людьми эпохи Просвещения. Он познакомился — часто через другого флорентинца, Филиппо Маццеи — с Иоганном Вольфгангом фон Гёте, Томасом Джефферсоном, маркизом де Лафайетом, Луиджи Ландриани, Джироламо Луккезини и маркизом де Кондорсе. Он также переписывался с Иоганном Гердером. В Польше он установил тесные контакты с Игнацы Потоцким и Юлианом Немцевичем. С 1787 года он также обучал Адама Ежи Чарторыйского, на которого Пьяттоли сохранил значительное влияние.

## Реформатор и создатель конституции

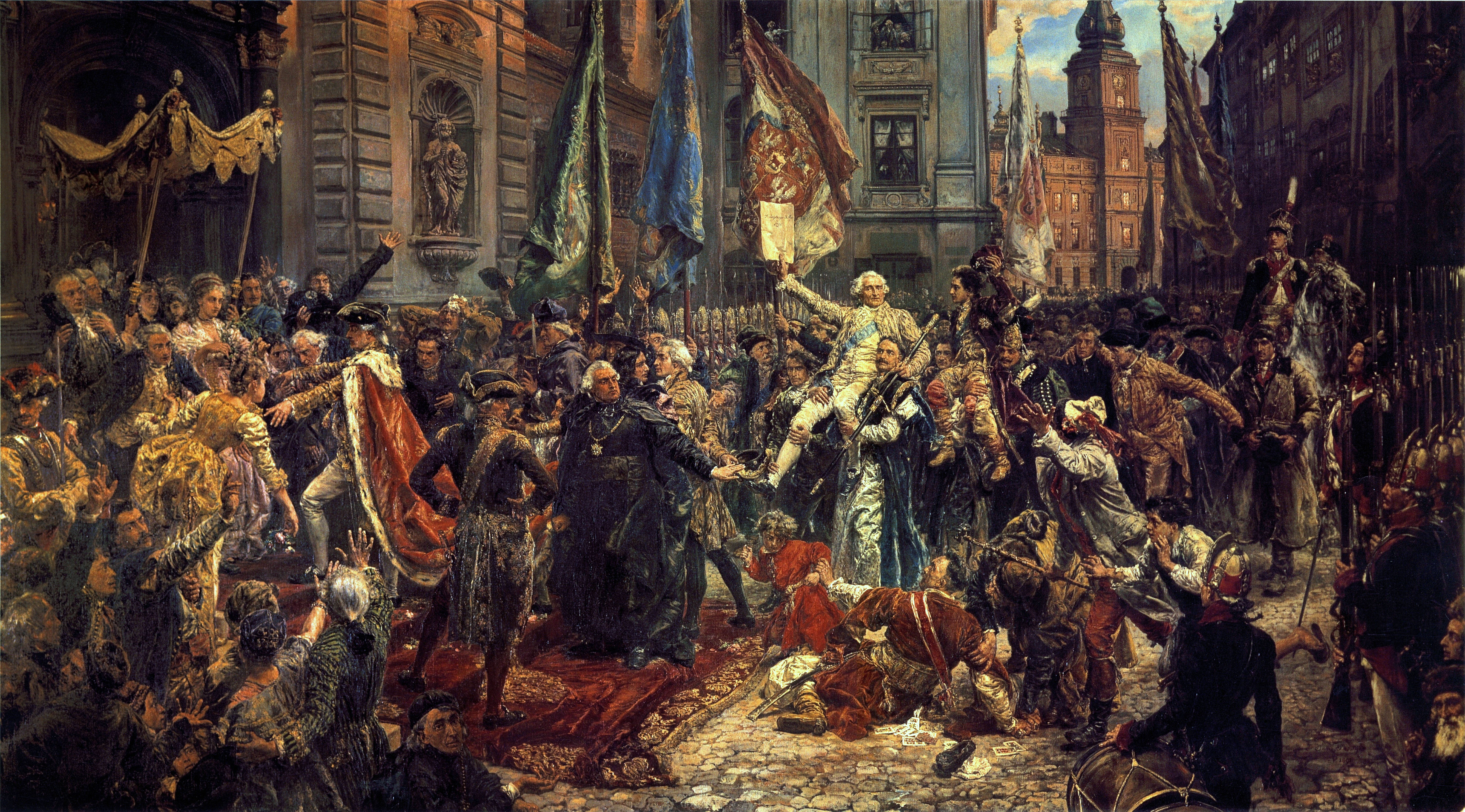
Ян Майтеко. Конституция 3 мая 1791 года. Художник изобразил на ней многих исторических деятелей, включая Пьятолли.

Пьятолли установил контакты с известными деятелями польской политической сцены, первоначально входившими в группу, противостоящую королевской фракции. К концу своего пребывания в Париже он, вероятно, стал сторонником реформ во Франции и Польше и начал делать свои первые серьёзные шаги в политической активности, участвуя в деятельности группы магнатов Quattuowirat, планировавших (так и не реализованную) конфедерацию. Он стал иностранным членом Общества друзей чернкожих.
Благодаря своим масонским контактам с Пьером Морисом Глэром Пьяттоли завоевал доверие короля Польши Станислава Понятовского, став его агентом в Париже, а к концу 1789 года — его личным секретарем и библиотекарем, хотя и без официального титула. Действуя как своего рода культурный помощник, Пьятолли, имевший прочные связи с реформистской и часто антикоролевской оппозицией, стал важным связующим звеном между реформаторами, в частности Игнацы Потоцким, и королем. По словам шведского дипломата Л. Энгстрема, он был «как неутомимая пружина», постоянно выступая посредником между двумя фракциями.
Из-за его связи с реформаторами в консервативном Риме Пьятолли прославился как стойкий сторонник революционных идеалов и был обвинен в «демократизме». Дипломаты Ватикана критиковали короля за то, что он нанял такого «революционера», но король довольно живо защищал его. В любом случае, многие такие утверждения были преувеличениями или слухами, распространяемыми его политическими врагами: согласно одному из таких слухов, Пьяттоли якобы подстрекал толпы во Франции к убийству короля. На самом деле Пьятолли поддерживал на ранних этапах Французской революции Монархический клуб, но больше в направлении мирного преобразования в конституционную республику, чем в цареубийствах.
Между 1790 и 1792 годами Пьяттоли был отправлен с несколькими важными дипломатическими миссиями от короля в Берлин и другие места, участвуя в переговорах о польско-прусском союзе. Он сотрудничал с Игнацы Потоцким, помогая составлять многие тексты, связанные с работой Потоцкого в Сейме. Также он был сторонником плана Понятовского о престолонаследии. Пьятолли, как секретарь Понятовского и житель Королевского замка в Варшаве, приписывают склонение короля к идее социальных реформ и участие в разработке конституции от 3 мая 1791 года. Точный характер роли Пьятолли в отношении Конституции остается неопределенным; современные историки расходятся во мнениях, в какой степени он был исполнителем, посредником или инициатором. Он сыграл роль в том, чтобы убедить короля сотрудничать с лидерами патриотической партии в разработке конституции. Он мог подготовить или расширить проекты документа на основе обсуждений между основными авторами, включая короля, Гуго Коллонтая (еще один политически активный римско-католический священник) и Потоцкого. Как минимум, он, кажется, помог ускорить этот процесс. Историк Эмануэль Ростворовский описывает его как важного секретаря-редактора, который, безусловно, участвовал в связанных дискуссиях и влиял как на Потоцкого, так и на короля, и называет апартаменты Пьаттоли в Королевском дворце «детскими яслями» конституции. Наконец, Пьятолли участвовал в последних приготовлениях к голосованию, которое состоялось во время сессии Сейма 3 мая.
Позже в том же месяце он стал основателем организации «Друзья Конституции». Пьятолли принимал активное участие в различных политических делах и тесно сотрудничал с другими ключевыми фигурами в Польше, такими как Гуго Коллонтай. Он стал доверенным советником герцогини Курляндской Доротеи фон Медем. Он поддерживал реформы, направленные на улучшение положения горожан и евреев.

## Последние годы
Во время Войны в защиту Конституции в 1792 году Пьятолли оказался с дипломатической миссией в Дрездене, где он остался после поражения Речи Посполитой и второго раздела. В Дрездене и близлежащем Лейпциге Пьяттоли был активен в кругах польских патриотических эмигрантов, среди которых были Потоцкий и Коллонтай. В 1793 году он официально расстался с Понятовским, получив письмо об увольнении со службы. В 1794 году он участвовал в подготовке восстания Костюшко против российского влияния и в переговорах с республиканской Францией, в которых польские реформисты предложили союз и обещая превратить Польшу во вторую республику в Европе. В то же время он вел гораздо более консервативные переговоры с русскими.
В июле 1794 г. он и несколько других активистов были высланы из Лейпцига, вскоре Пьяттоли был арестован австрийскими властями. После провала восстания Костюшко в конце 1794 года многие заключенные были освобождены, но Пьяттоли оставался в заключении вместе с Коллонтаем, поскольку российские власти настаивали на том, что эти двое были «чрезвычайно опасны». Таким образом, даже после итогового раздела Речи Посполитой в 1795 году, Пяттоли содержался интернированным в Праге до 1800 года, несмотря на просьбы о его освобождении со стороны Понятовского и французского консула Наполеона Бонапарта. Его освобождение в 1800 году, по-видимому, стало результатом усилий семьи Чарторыйских и герцогини Доротеи.
После освобождения он вернулся к rурляндскому двору Доротеи, где служил воспитателем её дочери. Около 1803 года он начал сотрудничать с работавшим на русских Адамом Ежи Чарторыйским. Примерно в то же время он и Чарторыйский разработали план европейской федеральной организации государств, предназначенный для предотвращения вооружённых конфликтов и поддержания вечного мира. Пьяттоли через Чарторыйского некоторое время работал на дипломатической службе и в администрации России. Как и Чарторыйский, Пьяттоли пытался добиваться более снисходительного и дружественного отношения к Польше при русском дворе, но без особого успеха.
В 1807 году Сципионе Пьятолли вернулся в Курляндию. Там он наконец осел, отказался от священства и женился на одной из придворных дам. В свои последние годы в Курляндии он был связан с местной системой образования и надеялся продолжить некоторые научные исследования — мечту всей жизни, на которую у него никогда не было достаточно времени. Он умер от легочной инфекции в Альтенбурге 12 апреля 1809 года. Он был похоронен в парке в Лёбихау.

## Память
Пьятоллии вдохновил российского писателя Льва Толстого, который в своём романе «Война и мир» поместил основанного на нём персонажа Аббата Морио. На картине 1891 года художник Ян Майтеко поместил его на свою картину Конституция 3 мая 1791 года. В своей десятистраничной записи 1980 года о Пьятолли в Польском биографическом словаре историк Эмануэль Ростворовский отмечает, что, «несмотря на две итальянские монографии (А. Д. Анкон и Г. Боццолато)», Пьятолли всё ещё ожидает окончательной биографии.